# Chad Bryant
Chad Carl Bryant (* 22. April 1971) ist ein amerikanischer Historiker, spezialisiert in der Geschichte Zentraleuropas seit dem 18. Jahrhundert bis zur Gegenwart. Er arbeitet als Assistenzprofessor an der University of North Carolina at Chapel Hill.

## Leben
Chad Bryant studierte an der University of California, Berkeley, wo  er 1997 den Magistergrad (M. A.) und im Jahre 2002 den Doktorgrad (Ph. D.) erlangt hat.

## Werke (Auswahl)
- Prague in Black. Nazi Rule and Czech Nationalism. 2009